# Chetroasa, Criuleni
Chetroasa este un sat din cadrul comunei Hrușova din raionul Criuleni, Republica Moldova.